# Brusino Arsizio
Brusino Arsizio is een gemeente en plaats in het Zwitserse kanton Ticino, en maakt deel uit van het district Lugano.

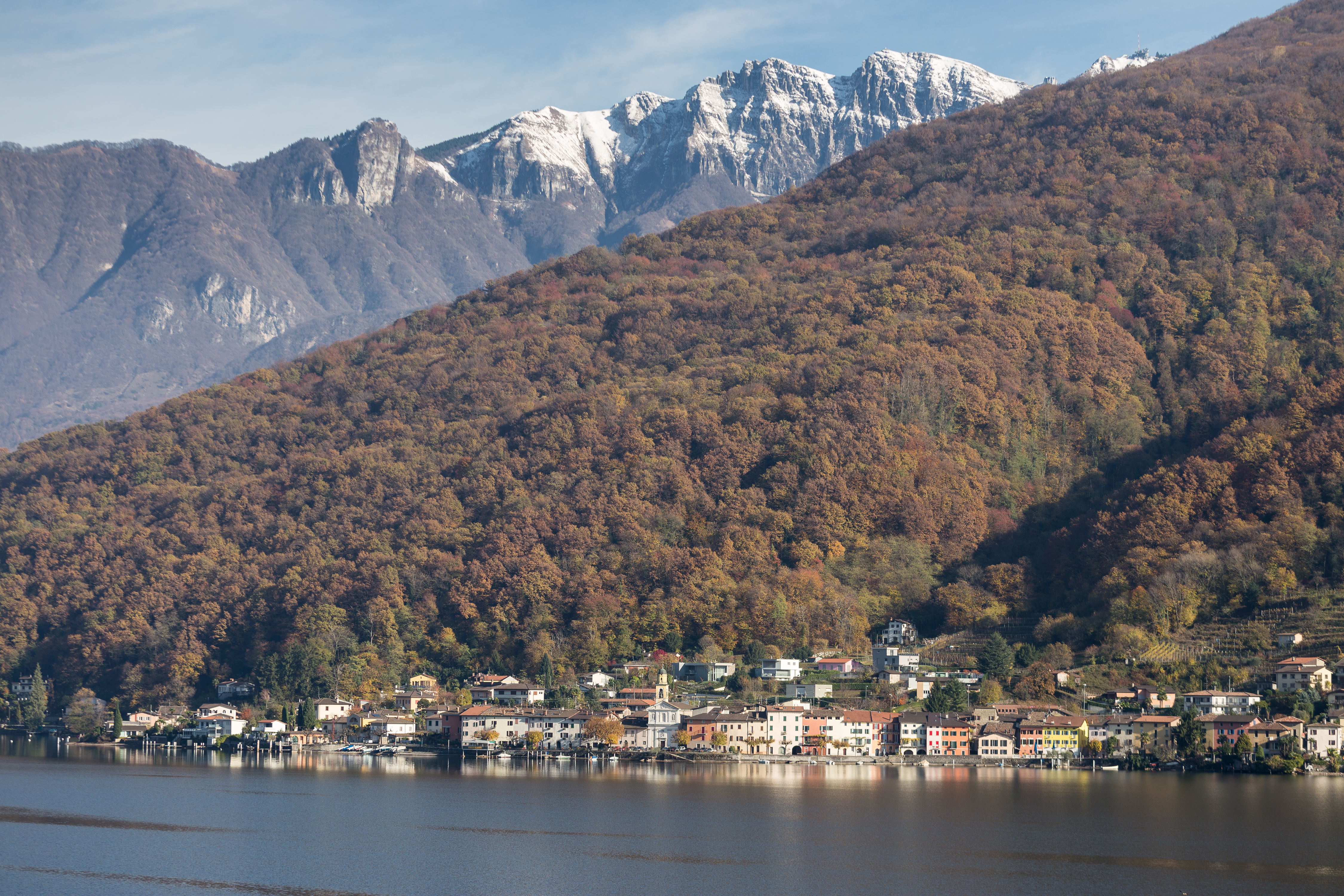
Brusino Arsizio

Brusino Arsizio telt 468 inwoners.